# Gorges d'Alpbach
Pour les articles homonymes, voir Alpbach (homonymie).
 (décembre 2021).
Les gorges d'Alpbach (Alpbachschlucht en Suisse allemand) sont des gorges situées sur le territoire des communes de Meiringen et de Hasliberg, le long de l'Alpbach, dans le canton de Berne, en Suisse.

## Géographie

### Situation
Les gorges, longues de 300 mètres, se situent dans Sud-Est du canton de Berne, à une altitude variant de 719 à 634 mètres.

### Géologie
Les gorges sont principalement constituées de calcaire, de cône de déjection et de dépôts morainiques, du Quaternaire.

## Activités

### Randonnée
Un sentier de randonnée et une via ferrata longent les gorges.